# Bulbophyllum longipetiolatum
Bulbophyllum longipetiolatum är en orkidéart som beskrevs av Oakes Ames. Bulbophyllum longipetiolatum ingår i släktet Bulbophyllum och familjen orkidéer. Inga underarter finns listade i Catalogue of Life.